# BMSスクーデリア・イタリア
BMS スクーデリア・イタリア (BMS Scuderia Italia) は、イタリア・ブレシアを拠点に活動するレーシングチーム。「スクーデリア（伊: scuderia）」とはイタリア語の厩舎から転じた、「チーム」に当たる言葉で、英語のsquadに相当する。
1988年から1993年までF1世界選手権に参戦したが、シャシーを自製することはなかったため、F1レギュレーション上での「コンストラクター」にはあたらない。

## 概要

### 設立
イタリアで鉄鋼業を経営する実業家のジュゼッペ・ルッキーニにより、1983年に設立されたブリクシア・モータースポーツ (BMS) を母体とする。当初はラリーのイタリア国内選手権に参戦。1987年には世界ツーリングカー選手権 (WTCC) にも参戦するが、アルファロメオの活動休止を受け、フォーミュラレースへの転身を図った。チームのF1プロジェクト開始についてはフィリップモリス社からの大きな支援があり、同社の持つマールボロブランドでスポンサードを受けた。

### フォーミュラ1

#### 1988年（ダラーラ / フォード・コスワース・DFZ V8エンジン）
各国のF3で実績を重ねていたコンストラクターのダラーラ社にF1シャシー製作を依頼し、1988年より「スクーデリア・イタリア」の名でF1参戦を開始した。初年度はアレックス・カフィのみの1カーエントリーだった。特に開幕戦はF1用マシンの完成が間に合わず、F3000マシンにF1に出走可能な最低限の改造を施した「ダラーラ・3087」で出走した（但し燃料タンクがF3000仕様のままであり容量が少なく、グランプリ完走が不可能なことは事前に判明していた）。この暫定マシンの結果は予備予選落ちだった。第2戦より登場した1988年用マシン「ダラーラ・BMS188」を設計したセルジオ・リンランドは、F1参戦初年度を迎えるスクーデリア・イタリアのためにF1の基本的な構成を押さえ完走能力を重視した。ダラーラの持つリソースを全てつぎ込まれ、よく考えられたマシンであり、安定した性能を発揮し予選落ちは第5戦カナダGPの1回だけであった。第13戦ポルトガルGPではエンジントラブルを抱えながら7位で完走し、ベストラップも上位陣と並ぶ1分22秒台を記録。中団を争うライバルであるミナルディ、ティレル、リジェなどを上回る走りを見せ、予選から中嶋悟のロータス・ホンダとも互角のタイム争いをするなどチーム、カフィともにこの年のベストレースとなった。リンランドは、「ダラーラ・F188は参戦初年度のチームが完走を重ねていくと言う当初の目的は果せた。良い年だったと思う。」と述べている。しかしリンランドはこの実績によりダラーラを去りブラバムへ移籍する。

#### 1989年-1990年（ダラーラ / フォード・コスワース・DFR V8エンジン）
1989年は前年の堅調な結果を自信に、カフィに加えてマールボロ・ドライバーのベテラン、アンドレア・デ・チェザリスを迎えて2カー体制へ拡大。開幕当初は金曜朝に行われる予備予選からの出走を課されたが、下位集団に埋もれることなく、イタリア系新興チームの中ではミナルディとともに中堅チームの地位を固めた。
ダラーラ・BMS189の製作ではリンランドがダラーラを去ったため、ジャンパオロ・ダラーラとマリオ・トレンティーノが設計した。BMS188の基本構成をベースに、フロントノーズからコクピット周辺はスリム化され、空力面で最適化が果たされた。豪雨となったカナダGPではデ・チェザリスがチームにF1初表彰台をもたらす3位を獲得。カフィはモナコGPで4位入賞、カナダGPで6位入賞、ハンガリーGPでは予選3位を獲得とチームは上昇気流となる。翌年に向けてドライバー2名ともに残留が一度は発表されたが、カフィは年末にポルシェエンジンとのジョイント計画を進めるアロウズ（フットワーク）がスクーデリア・イタリアに契約解除違約金を提示して引き抜いたため、チームはカフィが急に抜けた穴を早急に埋めなければならなくなった。また、より強力なエンジンを求めて'89初頭にチームとランボルギーニとの間で1990年からのV12エンジン供給についての仮契約が結ばれていたが、それが白紙に戻り来季もパワー面で非力となるフォードDFRを継続使用することとなった。
1990年は契約更新となったデ・チェザリスと、カフィの後任として開幕直前にエマニュエル・ピロ（開幕2戦はピロの病欠によりジャンニ・モルビデリを起用）と契約し、イタリアンコンビで参戦する。シーズンオフの期間にチームマネージャーのパトリツィオ・カントゥがチームを離脱（チーム側が解雇したとされている）という大きな出来事があり、昨年の車を設計したトレンティーノもランボルギーニからの誘いを受けて移籍。代って元コローニ、AGSのテクニカル・ディレクター、クリスチャン・バンダープレインが加入するという主要スタッフの入れ替わりがあった。ジャンパオロ・ダラーラが開発したBMS190は初戦となるフェニックス市街地コースでのアメリカGP予選で、デ・チェザリスが予選3位を獲得。この市街地コースではピレリタイヤ勢の予選用タイヤが好調で、その恩恵を受けたものだった。しかし決勝レースではマシンのトラブルが多く年間のべ23度のリタイアを喫し、決勝最高位はデ・チェザリス、ピロともに10位とチームは年間ノーポイントに終わった。不振の要因をピロは、「90タイプのシャーシは前型よりも良くなっているが、DFRエンジンにパンチが無い。パワーを感じないからね…。」とエンジンパワーが不足していた点に言及している。デ・チェザリスは同年をもってF1新規参戦チーム7upジョーダンへと移籍し去った。

#### 1991年（ダラーラ / ジャッド・GV V10エンジン）
1991年のBMS191は、ジャンパオロ・ダラーラとナイジェル・クーパースワイトが設計した。エンジンをフォードDFR V8からジャッドV10へとスイッチ。チーム2年目となるピロと、前年夏に壊滅したオニクス・グランプリから移籍のJ.J.レートを起用。前年の不振によって同年前半戦は予備予選組に戻されたが、レートは第3戦サンマリノGPの決勝レースで3位表彰台を獲得し、ピロはモナコGPで6位入賞とポイントを獲得。このシーズン序盤に残した好結果により後半戦は予備予選を免除された。ダラーラのコンストラクターズ順位も8位と前年より良いシーズンを送った。しかし、特にレートのマシンにトランスミッションやエンジントラブルが多く発生し、彼はカナダやモナコでは上位を走行していたにもかかわらず完走できなかった。

#### 1992年（ダラーラ / フェラーリ V12エンジン）
1992年から、前年のミナルディに替わり、フェラーリ製V12エンジンのカスタマー供給を受けることになった。ドライバーは残留したJ.J.レートと、ミナルディからエンジンとともに移籍してきたピエルルイジ・マルティニとなった。ジャッドV10からフェラーリV12エンジン搭載となることで開幕前はチーム成績上昇が期待されたが、ダラーラ・BMS192は同年のピット取材を担当していた川井一仁が「マシン各部の仕上げが雑。溶接も雑な処理になっていたり、このマシンの精度は大丈夫なのかと思う」と印象を記している。実際にドライバーは2人そろってハンドリングへの不満を訴えた。チームは当初このハンドリングの問題がフロントに導入したモノショックが原因と考え、構造をコンベンショナルなツインショックへ完全に戻すなどしたが、マルティニが「このマシンはJ.Jと僕で同じように変更をしたとしても、挙動が同じ方向へと変化しない。つまりセッティングの再現性がまったくないんだ。根本的に何かが間違ってる。」と問題は根深く、解決されなかった。モータージャーナリストの今宮純は'92年のBMSダラーラ・フェラーリを評して「このチームは他の中堅チームと違って資金的な不安の声が聞こえてこない強みがある。去年ジャッドV10でそれなりに速かったクルマがフェラーリV12を乗せたら後ろが重くなって急に違うクルマになってしまった。やはりV12エンジンというのは上手にパッケージするのが難しい。本家フェラーリも苦戦しているくらいで、それをスクーデリア・イタリアの規模の中堅チームには求められない面もある。フェラーリV12に振り回されてしまったシーズンだったのだろう。」と総括している。
ヨーロッパラウンド終了時点でノーポイントと結果が期待外れとなり、両ドライバーからのモノコックの評価が揃って悪かったことを受けてルッキーニはダラーラのカーボンモノコック製造能力に疑念を抱き、翌シーズンのシャシーにローラが設計したものを使用すると8月のハンガリーGPで表明。ダラーラとの5年におよぶ関係は終了することとなった。

#### 1993年（ローラ / フェラーリ V12エンジン）
1993年、シャシーの製作委託先をローラに変更。スポンサーはマールボロから同じフィリップモリスのブランドであるチェスターフィールドへスイッチし、ドライバーも大ベテランのミケーレ・アルボレートと、前年に国際F3000最年少チャンピオンとなったルカ・バドエルのイタリアンコンビに一新した。しかし、ローラが自社のF3000シャーシをベースに制作したT93/30は完全な失敗作で、ベテラン・アルボレートをもってしてもテールエンダーを脱することすら難しく、終盤2戦を残してチームはF1から撤退した。アルボレートはこの最悪のシーズンを振り返り、「'92年の夏にジュゼッペ・ルッキーニから、来季もフェラーリV12エンジンを載せるから来ないか、という誘いが来た。加えて、フェラーリ社長のルカ・ディ・モンテゼーモロも、僕がまたフェラーリエンジンで走れたらうれしいと言って後押ししてくれていた。その時はフットワーク・無限で悪くないシーズンを送っていて、そのまま残ることもできた。しかし残ったとしても優勝を争えるわけではないので、それならイタリアンチームで戦ったほうが良いのではないかとその時は思ったんだ。結果は完全なる破錠に終わったけどね。」と語り、「スクーデリア・イタリアには現場でリーダーシップを取れる人間が誰もいなかった。そのしわ寄せを最も受けたのはドライバーだった。」とチーム内情を吐露した。
1993年途中撤退をもってスクーデリア・イタリアによる単独参戦を終了し、翌1994年からミナルディと合併しての参戦を選ぶこととなった。ジュゼッペ・ルッキーニはミナルディとの提携を1995年まで続けていたが、同年シーズンを終えると年末にこの関係を解消し、F1への関わりを終了した。

### スポーツカーレース
以後は再びツーリングカーレースを主戦場とし、イタリア国内および国際カテゴリに参戦。2003年・2004年にはフェラーリ・550マラネロでFIA GT選手権のシリーズチャンピオンを獲得しているほか、2005年には同じくフェラーリ・550マラネロでル・マン・シリーズのGT1クラスを制している。

## 在籍していたF1ドライバー
- アレックス・カフィ (1988 - 1989)
- アンドレア・デ・チェザリス (1989 - 1990)
- ジャンニ・モルビデリ (1990)
- エマニュエル・ピロ (1990 - 1991)
- J.J.レート (1991 - 1992)
- ピエルルイジ・マルティニ (1992)
- ミケーレ・アルボレート (1993)
- ルカ・バドエル (1993)